# III Liceum Ogólnokształcące im. Mikołaja Kopernika w Szczecinie
III Liceum Ogólnokształcące im. Mikołaja Kopernika – liceum ogólnokształcące znajdujące się w Szczecinie Dąbiu; szkoła istniejąca od 1946 roku.

## Absolwenci
- Leszek Herman – pisarz i architekt[4]
- Piotr Grabowski – aktor[4]
- Artur Szałabawka – polityk[5]
- Hubert Dorosz – raper występujący pod pseudonimem Hubert.